# 馬塔加爾帕大河
馬塔加爾帕大河（西班牙語：Río Grande de Matagalpa）是尼加拉瓜的河流，河道全長465公里，流域面積18,445平方公里，發源自馬塔加爾帕附近，最終注入加勒比海，該河是當地居民的食水來源。

## 外部連結
- Britannica: Rio grande de Matagalpa[永久]

12°54′N 83°32′W / 12.900°N 83.533°W